# Shinmei-zukuri

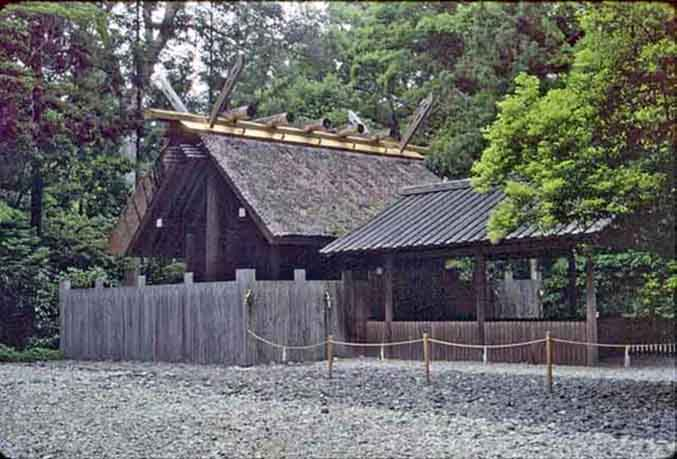
Un bâtiment à Ise-jingū.

Shinmei-zukuri (神明造) est un ancien style architectural japonais typique du honden d'Ise-jingū, le plus saint des sanctuaires shinto. Il se rencontre le plus fréquemment dans la préfecture de Mie.

## Histoire
Les anciens sanctuaires sont construits selon le style de logement (Izumo Taisha),, ou d'entrepôts (Ise-jingū),. Les bâtiments possèdent des pignons, des planchers surélevés, des murs de planches et sont couverts de chaume de roseaux ou d'écorce de cyprès du Japon. Ces premiers sanctuaires ne comportent pas d'espace pour le culte. Il existe trois importants styles architecturaux pour les anciens sanctuaires : le taisha-zukuri, le shinmei-zukuri et le sumiyoshi-zukuri. Ces trois styles sont respectivement représentés par Izumo Taisha, Nishina Shinmei-gū et Sumiyoshi-taisha et datent d'avant 552. En accord avec la tradition shikinen sengū-sai (式年遷宮祭), les bâtiments ou les sanctuaires ont été fidèlement reconstruits à intervalles réguliers en restant fidèles à la conception originale. Ainsi les styles anciens ont-ils été reproduits à travers les siècles jusqu'à nos jours.

## Structure

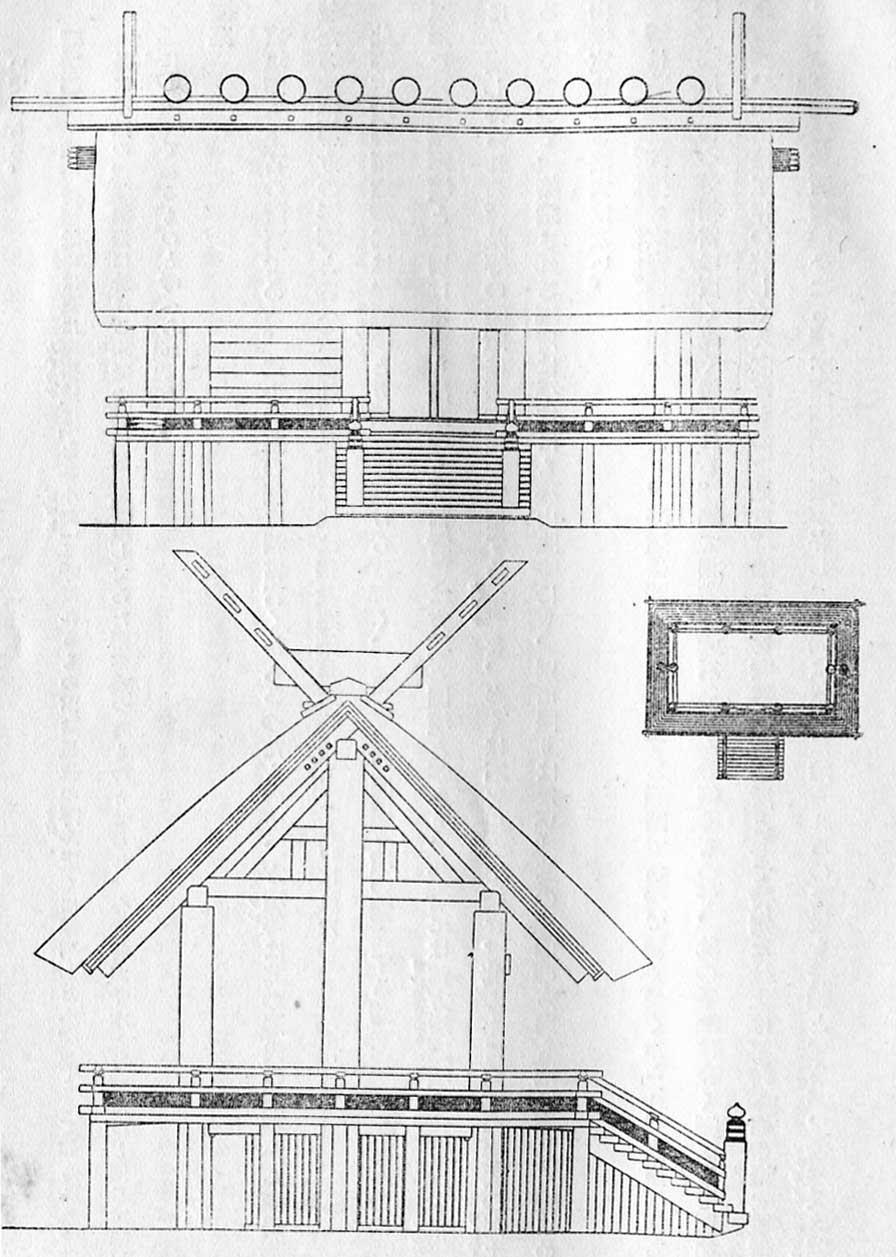
Honden d'Ise-jingū.

Ce style se distingue par une extrême simplicité. Ses caractéristiques essentielles sont apparentes dès la période Kofun (250-538 C.E.) et le font considérer comme l'apogée de l'architecture traditionnelle japonaise. Construit en bois brut raboté, le honden mesure 3 × 2 ken ou 1 × 1 ken, dispose d'un sol surélevé, d'un toit à pignons avec une entrée sur un des côtés sans pignon (hirairi ou hirairi-zukuri (平入・平入造)), sans courbe relevée à l'avant-toit, et des grumes purement décoratives appelées chigi (vertical) et katsuogi (horizontal) en saillie de la crête de la toiture.
Comme les sanctuaires étaient rebâtis tous les vingt ans, comme l'est encore Ise-jingū, les sanctuaires de ce type sont pour la plupart de construction récente. Le plus ancien exemple existant est Nishina Shinmei-gū qui a donné son nom à ce style.